# میکل بک
میکل بک (انگلیسی: Mikkel Beck؛ زادهٔ ۱۲ مهٔ ۱۹۷۳) بازیکن فوتبال اهل دانمارک است.
از باشگاه‌هایی که در آن بازی کرده‌است می‌توان به باشگاه فوتبال دربی کانتی، باشگاه فوتبال ناتینگهام فارست، باشگاه فوتبال میدلزبرو، باشگاه فوتبال لیل، باشگاه فوتبال کویینز پارک رنجرز، و باشگاه فوتبال اس‌سی فورتونا کلن اشاره کرد.
وی همچنین در تیم‌های ملی فوتبال زیر ۲۱ سال دانمارک و دانمارک بازی کرده‌است.